# 第58届戛纳电影节
第58屆坎城影展于2005年5月11日（法国当地时间）至5月22日於法國坎城節慶宮舉行。来自13个国家的20部电影参加奖项的角逐。获奖名单于5月21日公布。本届电影节金棕榈奖被颁给比利时导演達頓兄弟的作品《小孩》。

## 评审团
- 艾米爾·庫斯杜力卡：導演。（評審團主席）
- 法提·阿金：导演。
- 哈維爾·巴登：演员。
- 萳蒂塔·達斯（英语：Nandita Das）：演员。
- ／ 莎瑪·海耶克：演员。
- 托妮·莫里森：作家。
- 班諾·賈克：导演。
- 安妮·華達：导演。
- 吴宇森：导演。

## 官方單元

### 競賽片
| 中文片名             | 原文片名                                 | 導演                          | 國家或地區                                       |
| -------------------- | ---------------------------------------- | ----------------------------- | ------------------------------------------------ |
| 《痛擊》             | バッシング                               | 小林政廣                      | 日本                                             |
| 《天堂煉獄》         | Batalla en el cielo                      | 卡洛斯·雷加達斯               | 墨西哥、 比利时、 法國、 德国、 荷蘭             |
| 《愛情，不用尋找》   | Broken Flowers                           | 吉姆·賈木許                   | 美国、 法國                                      |
| 《別來敲門》         | Don't Come Knocking                      | 文·溫德斯                     | 美国                                             |
| 《隱藏攝影機》       | Caché                                    | 麥可·漢內克                   | 法國、 奥地利、 德国、 義大利                    |
| 《孩子》             | L'Enfant                                 | 尚-皮耶·達頓 盧·達頓          | 比利时                                           |
| 《黑社會》           | 《黑社會》                               | 杜琪峯                        | 香港                                             |
| 《自由地帶》         | אזור חופשי                               | 艾莫斯·吉泰                   | 以色列                                           |
| 《暴力效應》         | A History of Violence                    | 大衛·柯能堡                   | 美国                                             |
| 《公里歸零》         | کیلۆمەتری سفر                            | 辛納·薩林姆                   | 法國、 伊拉克                                    |
| 《超脫末日》         | Last Days                                | 葛斯·范·桑                    | 美国                                             |
| 《旅鼠夢魘》         | Lemming                                  | 多米尼克·摩爾                 | 法國                                             |
| 《命運變奏曲》       | Manderlay                                | 拉斯·馮·提爾                  | 丹麦、 瑞典、 荷蘭、 法國、 德国、 英国、 義大利 |
| 《作畫與做愛》       | Peindre ou faire l'amour                 | 阿諾·拉呂 尚-馬利·拉呂        | 法國                                             |
| 《航向真情海》       | Quando sei nato non puoi più nasconderti | 馬可·圖里歐·喬達納            | 義大利、 法國、 英国                             |
| 《青紅》             | 《青紅》                                 | 王小帥                        | 中国                                             |
| 《萬惡城市》         | Sin City                                 | 羅伯特·羅德里格茲 法蘭克·米勒 | 美国                                             |
| 《劇場前》           | 극장전                                   | 洪常秀                        |                                                  |
| 《馬奎斯的三場葬禮》 | The Three Burials of Melquiades Estrada  | 湯米·李·瓊斯                  | 法國、 美国                                      |
| 《最好的時光》       | 《最好的時光》                           | 侯孝賢                        | 臺灣                                             |
| 《赤裸真相》         | Where the Truth Lies                     | 艾騰·伊格言                   | 英国、 加拿大                                    |

## 一种注目
- 《Sangre》  阿瑪特·高艾斯卡藍特
- 《情慾穿心箭》  金基德
- 《Cinema, Aspirins and Vultures》  马切罗·高麥斯
- 《Dark Horse》  Dagur Kári
- 《The Death of Mr. Lazarescu》  克里斯蒂·普伊伍
- 《Delwende》  S. Pierre Yameogo
- 《Down in the Valley》  大衛·雅各森
- 《Le filmeur》  阿兰·卡瓦利埃
- 《The Forsaken Land》  Vimukthi Jayasundara
- 《Habana Blues》  Benito Zambrano
- 《I Am Guilty》  Christoph Hochhäusler
- 《Jewboy》  Tony Krawitz
- 《Johanna》  Kornél Mundruczó
- 《The King》  James Marsh
- 《Lower City》  Sérgio Machado
- 《Marock》  Laïla Marrakchi
- 《Northeast》  Juan Diego Solanas
- 《神呀神！你为何离弃我》  青山真治
- 《One Night》  Niki Karimi
- 《Sleeper》  Benjamin Heisenberg
- 《Time to Leave》  法蘭索瓦·奧桑
- 《Yellow Fella》  Ivan Sen
- 《Zim and Co.》  Pierre Jolivet

## 非競賽片
- 《Avenge But One of My Two Eyes》  Avi Mograbi
- 《C'est pas tout à fait la vie dont j'avais rêvé》  Michel Piccoli
- 《Chromophobia》  Martha Fiennes
- 《Cindy：The Doll Is Mine》  Bertrand Bonello
- 《Crossing the Bridge：The Sound of Istanbul》  Fatih Akın
- 《Dalkomhan insaeng》  Kim Ji-woon
- 《Darshan - L'étreinte》  Jan Kounen
- 《聖誕快樂》  Christian Carion
- 《Kirikou and the Wild Beasts》  Michel Ocelot and Bénédicte Galup
- 《吻兩下打兩槍》  沙恩·布莱克
- 《The Burnt Theatre》  Rithy Panh
- 《迷失決勝分》  伍迪·艾伦
- 《Midnight Movies：From the Margin to the Mainstream》  Stuart Samuels
- 《狸御殿》  铃木清顺
- 《星球大战前传：西斯的复仇》  乔治·卢卡斯
- 《The Power of Nightmares》  Adam Curtis

## 获奖名单
正式競賽單元：
- 金棕榈奖：《孩子》– 達頓兄弟
- 评审团大奖：《愛情，不用尋找》– 吉姆·賈木許
- 最佳女演員獎：漢娜·拉斯蘿（英语：Hanna Laslo）– 《自由地带（英语：Free Zone (movie)）》
- 最佳男演員獎：湯米·李·瓊斯– 《馬奎斯的三場葬禮（英语：The Three Burials of Melquiades Estrada）》
- 最佳導演獎：《隱藏攝影機》– 迈克尔·哈内克
- 最佳劇本獎：吉勒莫·亞瑞格– 《馬奎斯的三場葬禮（英语：The Three Burials of Melquiades Estrada）》
- 評審團獎：《青红》– 王小帅

其他獎項：
- 一種注目單元最佳影片：《拉札瑞斯古先生之死（羅馬尼亞語：Moartea domnului Lăzărescu）》–克利斯提·普優
- Prix François Chalais：《航向真情海（英语：Once You're Born You Can No Longer Hide）》–馬可圖里歐喬達納（英语：Marco Tullio Giordana）
- 短片金棕櫚獎 - Podorozhni (Wayfarers) directed  Igor Strembitskyy

### 獨立單位獎項
- 費比西獎：
  - 正式競賽單元：《隱藏攝影機》 － 麥可·漢內克
  - 一種注目單元：《血（英语：Sangre）》 － 阿瑪特·艾斯卡藍特
  - 導演雙週單元：《哭泣的拳頭（英语：Crying Fist）》 － 柳承完